# Фоміна Марія Олександрівна
Марія Олександрівна Фоміна (нар.. 1 березня 1993, Москва) — російська акторка театру і кіно, модель.

## Біографія
Марія Фоміна народилася 1 березня 1993 року в Москві.
З 2004 року брала участь у дитячій театральній студії Ірини Феофанової в групі Ігоря Яцко. Займалася на підготовчих курсах школи-студії МХАТ.
У 2010 році вступила до Російської академії театрального мистецтва (майстерня Олега Кудряшова). З 2014 по 2016 рік грала в Театрі націй. З 2016 року — акторка в стажерській групі МХТ ім. А. П. Чехова. В 2017—2018 рр. навчалася на Вищих курсах сценаристів і режисерів. Знімає етюди.
У дитинстві захоплювалася дайвінгом. Батьки хотіли, щоб Марія стала балериною. З 5 до 11 років займалася балетом у Московській державній академії хореографії. У 2004 році, коли проходив кастинг, на фільм Володимира Машкова «Тато», батько Марії порадив їй спробувати себе на епізодичну роль. Після затвердження на роль і участі в зйомках твердо вирішила стати акторкою. У 2007 році зіграла головну роль у фільмі Олександра Орлова «Потапов, до дошки!». У 2010 році зіграла в одній з головних ролей у фільмі Володимира Чубрикова «День відчаю». 25 вересня 2017 року взяла участь у читці п'єси Жоеля Помра «Попелюшка».
Знімалася для обкладинок глянцевих журналів, таких як OOPS!, Cosmopolitan, Glamour, Mini, Maxim, SNC. Знімалася у кліпі гурту "Stigmata — «До 9 ступеня», «Бі-2» — «Компромисс», «Лігалайз» — «Укрою», Lay-Far і Ann Weller — Drop The Time, а також у рекламі Pepsi, «Но-шпа», Montale, заставки телеканалу ТНТ, у проморолику модельного агентства President. Була офіційним обличчям компанії Vassa & Co. 17 лютого 2018 року вийшов кліп на пісню «У тебя такие глаза», в якому Марія Фоміна знялася і одночасно виступила як режисерка. 
Цікавиться живописом (імпресіонізм, експресіонізм, бароко). В музиці віддає перевагу електронній та класичній, в кіно — арт-хаус і авторському кіно.

## Особисте життя
З 2015 року зустрічалася з актором Павлом Табаковим — сином Олега Табакова і Марини Зудіної. Наприкінці 2016 року пара розлучилася.
З травня 2018 року одружена з продюсером Олексієм Кисельовим — сином журналіста Євгена Кисельова. У серпні 2018 року народила доньку Анну. Хрещеною мамою дівчинки стала акторка Ганна Чіповська, хрещений батько — режисер Резо Гігінешвілі.

## Визнання і нагороди
- Диплом за роль Олени Синіциної у фільмі «Потапов, до дошки!» на XV Міжнародному дитячому кінофестивалі «Кіногром» в «Артеку» (2007).
- Премія журналу GQ «найстильніша пара» в номінації «Кіно» Марії Фоміної та Павлу Табакову (2016)[14].
- Включена до «10 самих модних дівчат Москви» за версією журналу Elle[15].

## Творчість

### Ролі в театрі

#### ГІТІС
- «Село Перемилово»
- «Євгеній Онєгін»
- «AURORA»
- «What's the buzz»
- «Ст. О. Л. До (Ось Вона Любов Яка)»
- «ІУ | ТАК»
- «Історія кохання»

#### Театр націй
- «#сонетышекспира» (реж. Т. Кулябін)
- «Івонна, принцеса Бургундська» Вітольда Ґомбровича — Іза (реж. Г. Яжина)

#### Ленком
- «Борис Годунов» О. С. Пушкіна — царевич, син Годунова / ведуча на TV (реж. Костянтин Богомолов)

#### Табакерка
- «Матроська тиша» О. А. Галича — Таня (реж. Олег Табаков)

#### МХТ імені А.П.Чехова
- «Ювілей ювеліра» — Єлизавета II (реж. К. Богомолов)
- «Північний вітер» — Матильда (реж. Рената Литвинова)
- «Три сестри» — Маша (реж. К. Богомолов)

### Фільмографія
| Рік         |    | Назва                             | Роль                                        |    |
| ----------- | -- | --------------------------------- | ------------------------------------------- | -- |
| 2006        | ф  | Чортове колесо                    | Віка                                        | ру |
| 2007        | ф  | Потапов, до дошки!                | Лена Синіцина                               | ру |
| 2007        | с  | Своя команда                      | Алла                                        | ру |
| 2007 — 2008 | с  | Татусеві дочки                    | Альбіна Романова                            | ру |
| 2008        | ф  | Двічі в одну річку                | Оля                                         | ру |
| 2008        | с  | Розвідники. Останній бій          | Лізелотти Штраубер                          | ру |
| 2009        | с  | Братани                           | Яна                                         | ру |
| 2009        | с  | Брудна робота                     | Милочка Баринова                            | ру |
| 2009        | с  | Дикий                             | старшокласниця                              | ру |
| 2010        | с  | Адвокатеси                        | Світу                                       | ру |
| 2010        | ф  | День відчаю                       | Ліза                                        | ру |
| 2012        | ф  | Володіння 18                      | Світлана                                    | ру |
| 2012        | с  | Особисте життя слідчого Савельєва | Валентина Фоміна                            | ру |
| 2015        | с  | Дорослі дочки                     | Віра                                        | ру |
| 2015        | с  | Червона королева                  | модель Міла Романовська                     | ру |
| 2015        | ф  | Пікова дама: Чорний обряд         | кур'єр                                      | ру |
| 2016        | кф | Стрімголов                        | Аліса                                       | ру |
| 2016        | ф  | Про що мовчать французи           | знімалася                                   | ру |
| 2016        | с  | Мата Харі                         | Віра Семихин                                | ру |
| 2016        | ф  | Злий жарт                         | Жанна Єгорова                               | ру |
| 2017        | ф  | Рік, коли я не народився          | Зоя                                         | ру |
| 2017        | ф  | Журналюги                         |                                             | ру |
| 2019        | ф  | Ікарія                            | Софія                                       | ру |
| 2019        | с  | Утриманки                         | Марина Левкоева, коханка Ігоря і Кирила     | ру |
| 2020        | с  | 257 причин, щоб жити              | Вікторія Денисівна, колега і коханка Кістки | ру |